# جاك بروير (لاعب كرة قدم أمريكية)
جاك بروير (بالإنجليزية: Jack Brewer)‏ هو لاعب كرة قدم أمريكية أمريكي، ولد في 8 يناير 1979 في فورت وورث في الولايات المتحدة.

## وصلات خارجية
- جاك بروير على موقع مرجع كرة القدم المحترفة.كوم (الإنجليزية)